# Counting Stars
„Counting Stars” – singel amerykańskiego zespołu pop-rockowego OneRepublic z ich trzeciego albumu studyjnego, Native. Utwór został wydany jako trzeci singel z albumu. Autorem tekstu piosenki jest Ryan Tedder, zaś producentami są Tedder oraz Noel Zancanella.
Utwór odniósł duży sukces docierając do pierwszej piątki na oficjalnych listach w ponad 20 krajach świata, m.in. Austrii, Niemczech, Polsce, Hiszpanii, Nowej Zelandii, Australii, Kanadzie czy Meksyku, a także stał się numerem 1 w Wielkiej Brytanii, co daje najwyższą pozycję singla zespołu w tym kraju. W USA utwór dotarł do miejsca 2 na Billboard Hot 100, powtarzając tym samym sukces pierwszego singla zespołu, „Apologize”.

## Lista utworów
CD Singel
1. „Counting Stars” – 4:17
2. „Counting Stars” (Lovelife remix) – 3:55

## Wydanie i promocja
Singel „Counting Stars” został wydany 14 czerwca 2013 roku w Austrii, Niemczech i Szwajcarii, a 3 października w Stanach Zjednoczonych. 3 czerwca 2013 roku zespół wykonał utwór w programie The Ellen DeGeneres Show, a 18 czerwca 2013 roku w finale 4 edycji amerykańskiego programu The Voice wraz z jedną z uczestniczek programu, Michelle Chamuel. Zespół wystąpił także 12 lipca 2013 roku w „Good Morning America”, 29 listopada 2013 roku w „Today Show”. Ponadto grupa wystąpiła z utworem podczas gal: Peoples Choice Awards, Billboard Music Awards i Juno Awards w 2014 roku oraz 5 czerwca 2014 roku w programie Jimmy Kimmel Live! i 25 lipca 2014 roku podczas TODAY Toyota Series Concert emitowanego przez stację NBC

## Teledysk
Teledysk został nakręcony w dniu 10 maja 2013 roku w Nowym Orleanie, a premiera odbyła się 31 maja 2013 roku na kanale Vevo. Klip został nakręcony przez Jamesa Leesa. W teledysku można zobaczyć zespół wykonujący utwór w piwnicy, pod odbywającym się zgromadzeniem chrześcijańskiego zboru.
Do kwietnia 2024 roku teledysk został odtworzony ponad 4 mld razy w serwisie YouTube.

## Nagrody i wyróżnienia
| Rok  | Ceremonia                | Nagroda                                 | Rezultat  | Źródło |
| ---- | ------------------------ | --------------------------------------- | --------- | ------ |
| 2013 | World Music Awards       | Najlepsza piosenka                      | Nominacja | [ 9 ]  |
| 2013 | World Music Awards       | Najlepszy teledysk                      | Nominacja | [ 10 ] |
| 2014 | Billboard Music Awards   | Najlepsza piosenka w sieci              | Nominacja | [ 11 ] |
| 2014 | CMT Music Video          | Najlepszy występ (z Dierksem Bentleyem) | Nominacja | [ 12 ] |
| 2014 | Vevo Certified Awards    | 100.000.000 wyświetleń teledysku        | Wygrana   | [ 13 ] |
| 2014 | Premios 40 Principales   | Najlepsza międzynarodowa piosenka       | Nominacja | [ 14 ] |
| 2015 | ASCAP Pop Music Awards   | Najczęściej wykonywana piosenka         | Wygrana   | [ 15 ] |
| 2015 | iHeartRadio Music Awards | Najlepszy tekst piosenki                | Nominacja | [ 16 ] |

## Nagrywanie i personel
Nagrywanie
- Utwór był nagrywany w Black Rock Studio Santorini (Santorini, Grecja) oraz w Patriot Studios (Denver, Kolorado)
- Mastering – Sterling Sound, Nowy Jork

Personel* Tekst utworu – Ryan Tedder
- Produkcja – Ryan Tedder, Noel Zancanella
- Inżynieria – Smith Carlson
- Asystent inżyniera – Matthew Tryba
- Harfa – HarpEri
- Chórki– Bobbie Gordon, Brent Kutzle, Zach Filkins, David McGlohon
- Miksowanie – Joe Zook
- Asystent inżyniera miksowania – Ryan Lipman
- Mastering – Chris Gehringer, Will Quinnell

## Pozycje na listach i certyfikaty
| Kraj/Region       | Notowanie (2013/14)               | Najwyższa pozycja |
| ----------------- | --------------------------------- | ----------------- |
| Australia         | Top 50 Singles                    | 2                 |
| Austria           | Singles Top 50                    | 4                 |
| Belgia            | 50 Singles Flanders               | 22                |
| Belgia            | 50 Singles Walonia                | 3                 |
| Belgia            | 100 Ultratip Flanders             | 1                 |
| Belgia            | 50 Ultratip Walonia               | 17                |
| Brazylia          | Brasil Hot 100 Airplay            | 62                |
| Bułgaria          | Top 40 Singles                    | 7                 |
| Czechy            | Radio Top 100                     | 2                 |
| Czechy            | Singles Digital Top 100           | 10                |
| Dania             | Tracklisten Top 40                | 3                 |
| Finlandia         | Suomen virallinen lista           | 1                 |
| Francja           | Top 200 Singles                   | 7                 |
| Grecja            | Greece Digital Songs              | 4                 |
| Hiszpania         | Single Top 50                     | 4                 |
| Holandia          | Dutch Top 40                      | 3                 |
| Holandia          | Single Top 100                    | 7                 |
| Irlandia          | Top 100 Singles                   | 2                 |
| Izrael            | Media Forest                      | 1                 |
| Kanada            | Canadian Hot 100                  | 1                 |
| Luksemburg        | Digital Songs                     | 5                 |
| Meksyk            | Mexico Ingles Airplay             | 1                 |
| Niemcy            | Single Charts                     | 3                 |
| Nowa Zelandia     | Top 40 Singles                    | 2                 |
| Norwegia          | Top 20 Singles                    | 4                 |
| Polska            | Polish Airplay Top 20             | 1                 |
| Rosja             | Top Hit 100                       | 39                |
| Słowacja          | Radio Top 100                     | 1                 |
| Słowacja          | Single Digital Top 100            | 46                |
| Stany Zjednoczone | Billboard Adult Alternative Songs | 4                 |
| Stany Zjednoczone | Billboard Adult Contemporary      | 4                 |
| Stany Zjednoczone | Billboard Adult Pop Songs         | 1                 |
| Stany Zjednoczone | Billboard Digital Songs           | 2                 |
| Stany Zjednoczone | Billboard Hot 100                 | 2                 |
| Stany Zjednoczone | Billboard Pop Songs               | 1                 |
| Stany Zjednoczone | Billboard Radio Songs             | 1                 |
| Szkocja           | Top 40 Scottish Singles           | 1                 |
| Szwajcaria        | Singles Top 75                    | 9                 |
| Szwecja           | Singles Top 60                    | 6                 |
| Tajwan            | Top 10 Singles                    | 9                 |
| Ukraina           | Top 40 Singles                    | 8                 |
| Węgry             | Rádiós Top 40                     | 6                 |
| Węgry             | Single Top 20                     | 3                 |
| Wenezuela         | Pop Rock General                  | 19                |
| Wielka Brytania   | Official Singles Chart UK         | 1                 |
| Włochy            | Single Top 20                     | 8                 |
| Świat             | Singles Top 40                    | 3                 |

| Notowanie (2013)                          | Pozycja |
| ----------------------------------------- | ------- |
| Australia (ARIA)                          | 8       |
| Austria (Ö3 Austria Top 40)               | 32      |
| Kanada (Canadian Hot 100)                 | 70      |
| Irlandia (Top 20 Singles)                 | 13      |
| Nowa Zelandia (Canadian Hot 100)          | 11      |
| Szwajcaria (Schweizer Hitparade)          | 38      |
| USA (Billboard Hot 100)                   | 63      |
| Węgry (Rádiós Top 40)                     | 38      |
| Wielka Brytania (Official Charts Company) | 9       |

| Notowanie (2014)                          | Pozycja |
| ----------------------------------------- | ------- |
| Kanada (Canadian Hot 100)                 | 3       |
| Szwajcaria (Schweizer Hitparade)          | 66      |
| USA (Billboard Hot 100)                   | 5       |
| Wielka Brytania (Official Charts Company) | 44      |

| Kraj/region       | Wydawca           | Certyfikat  | Źródło |
| ----------------- | ----------------- | ----------- | ------ |
| Australia         | ARIA              | 17× platyna | [ 75 ] |
| Belgia            | BEA               | Złoto       | [ 76 ] |
| Brazylia          | Pro-Música Brasil | 6× diament  | [ 77 ] |
| Dania             | IFPI              | Złoto       | [ 78 ] |
| Kanada            | Music Canada      | Diament     | [ 79 ] |
| Meksyk            | AMPROFON          | 2× platyna  | [ 80 ] |
| Niemcy            | BVMI              | Platyna     | [ 81 ] |
| Nowa Zelandia     | RMNZ              | 2× platyna  | [ 82 ] |
| Stany Zjednoczone | RIAA              | Diament     | [ 83 ] |
| Szwajcaria        | IFPI              | Platyna     | [ 84 ] |
| Szwecja           | GLF               | 5× platyna  | [ 85 ] |
| Wielka Brytania   | BPI               | 3× Platyna  | [ 86 ] |
| Włochy            | FIMI              | 3× Platyna  | [ 87 ] |
| Streaming         |                   |             |        |
| Dania             | IFPI              | 3× platyna  | [ 88 ] |
| Hiszpania         | PROMUSICAE        | 2× platyna  | [ 89 ] |

| Kraj/region       | Wydawca           | Certyfikat  | Źródło |
| ----------------- | ----------------- | ----------- | ------ |
| Australia         | ARIA              | 17× platyna | [ 75 ] |
| Belgia            | BEA               | Złoto       | [ 76 ] |
| Brazylia          | Pro-Música Brasil | 6× diament  | [ 77 ] |
| Dania             | IFPI              | Złoto       | [ 78 ] |
| Kanada            | Music Canada      | Diament     | [ 79 ] |
| Meksyk            | AMPROFON          | 2× platyna  | [ 80 ] |
| Niemcy            | BVMI              | Platyna     | [ 81 ] |
| Nowa Zelandia     | RMNZ              | 2× platyna  | [ 82 ] |
| Stany Zjednoczone | RIAA              | Diament     | [ 83 ] |
| Szwajcaria        | IFPI              | Platyna     | [ 84 ] |
| Szwecja           | GLF               | 5× platyna  | [ 85 ] |
| Wielka Brytania   | BPI               | 3× Platyna  | [ 86 ] |
| Włochy            | FIMI              | 3× Platyna  | [ 87 ] |
| Streaming         |                   |             |        |
| Dania             | IFPI              | 3× platyna  | [ 88 ] |
| Hiszpania         | PROMUSICAE        | 2× platyna  | [ 89 ] |